# Allan Mohideen
Allan Mohideen, född 11 november 1993 i Fässbergs församling i Mölndal, är en svensk-irakisk fotbollsspelare som spelar för Utsiktens BK.

## Klubbkarriär
Mohideens moderklubb är Kållereds SK. Mohideen gick som tolvåring över till IFK Göteborg, där han spelade fram till slutet av 2012. I mars 2013 skrev han på ett tvåårskontrakt med Qviding FIF. I januari 2015 värvades Mohideen av Ljungskile SK, där han skrev på ett treårskontrakt.
I januari 2017 värvades Mohideen av Utsiktens BK, där han skrev på ett ettårskontrakt. I februari 2018 värvades Mohideen av GAIS. Den 11 augusti 2018 skrev han på ett kontrakt säsongen ut med Örgryte IS. Efter säsongen 2018 flyttade Mohideen till Spanien för en civil karriär.
I februari 2020 återvände Mohideen till Utsiktens BK, där han skrev på ett ettårskontrakt. Inför säsongen 2021 förlängde Mohideen sitt kontrakt i Utsikten med två år. I februari 2023 förlängde han sitt kontrakt med ett år. I februari 2024 förlängde Mohideen sitt kontrakt med två år.

## Landslagskarriär
Trots att Mohideen är född i Sverige blev han tillgänglig för spel i Irak, då hans far kommer därifrån. I juni 2016 blev Mohideen för första gången uttagen i Iraks landslag till ett träningsläger. Han debuterade för landslaget den 8 augusti 2016 i en 2–1-förlust mot Qatar.